# Cantó de Sant Martin de Valamàs

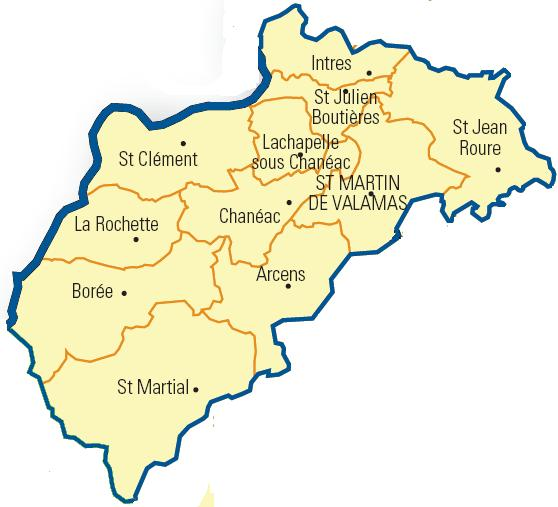
Comunes del cantó

El cantó de Sant Martin de Valamàs és un cantó francès del departament de l'Ardecha, situat al districte de Tornon. Té 11 municipis i el cap és Sant Martin de Valamàs.

## Municipis
- Arcens
- Borée
- Chanéac
- Intres
- Lachapelle-sous-Chanéac
- La Rochette
- Sant Clamenç
- Saint-Jean-Roure
- Sant Julian Botièras
- Saint-Martial
- Sant Martin de Valamàs

## Història
| Data d'elecció                           | Identitat        | Partit          | Qualitat |
| ---------------------------------------- | ---------------- | --------------- | -------- |
| 1955-1973                                | M. Mounier       | Divers droite   |          |
| 1973-1992                                | Jean Debard      | RI, després UDF |          |
| 1992-1998                                | Bernard Cuoq     | Divers droite   |          |
| 1998-2010                                | Roland Veuillens | Divers gauche   |          |
| 2010-                                    | Michel Chantre   | Divers gauche   |          |
| les dades anteriors no són pas conegudes |                  |                 |          |
|                                          |                  |                 |          |

| 1962  | 1968  | 1975  | 1982  | 1990  | 1999  | 2007  |
| ----- | ----- | ----- | ----- | ----- | ----- | ----- |
| 4.110 | 4.936 | 4.390 | 3.914 | 3.465 | 3.304 | 3.344 |